# José Manuel Montorio Gonzalvo
José Manuel Montorio Gonzalvo (Borja, Zaragoza, 23 de diciembre de 1921-27 de abril de 2009), conocido también como Chaval, fue un guerrillero antifranquista español.

## Biografía

### Primeros años
Hijo de Perpetuo Montano y de Francisca Gonzalvo. Compartió el hogar familiar con cinco hermanos: Ascensión, Santiago-Eusebio, Máximo, Miguel y Félix. Su padre murió dos meses antes de nacer su hermano Félix.
Su corta vida escolar transcurre entre colegios religiosos y municipales cuando la familia emigra a Barcelona. Viviendo en esta misma ciudad vive la Proclamación de la Segunda República Española, el 14 de abril de 1931. A la corta edad de 11 años entra a trabajar como chico de los recados en un despacho de aceites hasta el año 1937.
Su hermano Santiago es llamado a filas, y el inicio de la Guerra Civil le sorprendió en zona sublevada. José Manuel Montorio no le volvió a ver nunca. Ingresa en un taller de vulcanización para suplir la plaza que su hermano Miguel deja para ir al frente. En esta época entra a ingresar las filas del sindicato CNT, en la rama de Industrias Químicas. Deja el taller cuando los franquistas entran en Barcelona.
Intenta reclutarse por su quinta -la del 42- pero las oficinas de reclutamiento están vacías y nadie las atiende. Emprende camino del exilio junto a miles de personas que cruzan la frontera con Francia.

### El exilio
En febrero de 1939, cruza la frontera hacia Francia por Prats de Molló y es internado unos meses en el campo de concentración de Saint Cyprien (Perpiñán). En este campo llegan a internar a 15 mil refugiados. Encuentra a su hermano Miguel en este campo.
En el año 1940, se enrolan en una Compañía de Trabajadores Extranjeros -CTE-. Estalla la Segunda Guerra Mundial y los nazis invaden Francia. Los dos hermanos huyen y son apresados por los gendarmes e internados en el campo de concentración de Argelès-sur-Mer. Los vuelven a trasladar al campo de Saint Cyprien.
El Gobierno de Vichy, los entrega a los nazis para un canje por franceses. Los llevan al campo de Saint Médard-en-Jalles, cerca de Burdeos. En este campo entran en contacto con la resistencia por medio de ferroviarios franceses.
En la última fase de la liberación de Francia entra en combate contra una columna de alemanes cerca de Burdeos. Dentro de las Fuerzas Francesas del Interior -FFI- le destinan a Montesquiou, cerca de Mirande (Departamento del Gers). Entra en la escuela guerrillera de Cincha, donde los comunistas organizan grupos guerrilleros para infiltrarse en España.

### El regreso para liberar España
Junto a cuatro aragoneses como él, se forma el grupo que más adelante se conocerá como el de “Los Maños”. Los integrantes de este grupo son:
- Doroteo Ibáñez Alconchel “Ibáñez” o “Maño”, de origen campesino y responsable del grupo, natural de Azuara (provincia de Zaragoza). En 1947 y una vez en la A.G.L.A., es designado como enlace entre la Agrupación y la dirección del Partido Comunista (PCE) en Francia. Después de la evacuación de las guerrillas de Levante, el Partido siguió utilizando los servicios de “Ibáñez” y es detenido por las autoridades francesas y entregado a Franco, el cual le fusila.
- León Quílez Quílez “Perico”, de origen campesino, natural de Camarena de la Sierra (Teruel). Una vez en la A.G.L.A., y con “Andrés” como jefe de la misma, se distingue como guía y es designado enlace con el partido en Valencia. En uno de los viajes a Valencia, y junto al “Francesito” [sin más datos], son localizados y acorralados. El “Francesito” muere y “Perico” se suicida antes de caer en manos de la Guardia Civil.
- Luciano Mamilo Muñoz “Bernardino”, de origen campesino, natural de Agüero (Huesca). Es junto a “Ibáñez” enlace con Francia. En uno de los viajes de vuelta al campamento, se ahoga al cruzar el río Gállego.
- Antonio Ardanuy Bardejí “Julio”, de origen campesino, natural de Barbastro -Huesca-. En una operación guerrillera en Las Monjas -Valencia-, cae abatido.

El grupo de “Los Maños” parte hacia la frontera en una camioneta a la que se añaden dos personas más, una de las cuales es Ángel Fuertes Vidosa "Antonio", natural de Agüero, maestro de escuela, y primer jefe de la A.G.L.
Cruzan la frontera y en varias noches de marcha llegan a una base guerrillera en la Sierra de Santo Domingo -Zaragoza-. Siguen la larga marcha hasta llegar a la Sierra de Javalambre -Teruel-. Montan el campamento en el Barranco del Regajo, cerca de Camarena de la Sierra -Teruel-. Entran en contacto con grupos guerrilleros de la zona.
En este mismo campamento se crea de una manera “oficial” la Agrupación Guerrillera de Levante, con Ángel Fuertes Vidosa "Antonio" como jefe de la misma. La AGL se constituye en tres sectores -5.º, 11.º y 17.º-, pero más adelante se añade un sector nuevo, el 23.º, y pasa a denominarse Agrupación Guerrillera de Levante y Aragón -A.G.L.A.-
José Manuel Montorio “Chaval”, se reúne con militantes de la CNT en Cullera y de la frustrada reunión, pide el ingreso en el PCE y entra a formar parte del partido. “Chaval” fue jefe de grupo en el 5.º y en el 11.º sector. Tuvo una dilatada participación en la lucha guerrillera, participando en operaciones militares, requisas, y enfrentamientos con la Guardia Civil.
Tuvo que hacer uso de las armas como asegura en sus memorias, y su nombre nunca fue del dominio de las fuerzas represoras. El nombre de guerra de “Chaval” es lo único que en los informes de la Guardia Civil podemos encontrar, pues llevó hasta el límite su clandestinidad, no revelando su verdadero nombre ni a sus compañeros de lucha.
A comienzos del año 1952, "Teo" regresa de Francia y trae la orden de evacuación de la A.G.L.A. La dirección del PCE nombra responsable de la evacuación a “Chaval” y como dirigente de la misma a Florián García Velasco “Grande”, jefe del 11.º sector.
En un solo grupo, que lo componen: "Manolo", "Zapatero", "Grande", "Moreno", "Ventura", "Angelillo", "Víctor" o "Larry", "Jacinto", "Salvador", "Simón", "Francisco", "José", "Fernando", "Gregorio", "Viejo", "Amador","Tomás", "Rubio" y “Chaval", salen para Francia. Cruzan la frontera en julio de 1952, por las proximidades de Arnélie-les Bains, cerca de Ceret (Pirineos Orientales).

### El exilio de nuevo
“Chaval” permanece sin documentación en Francia hasta que el PCE lo envía a Praga (Checoslovaquia) donde entra a trabajar en una fábrica metalúrgica. Conoce a la que fue su compañera sentimental, Trinidad Sardina Merino. Conoce al embajador de Cuba en Praga y entra a trabajar en la embajada. En 1977 y a la edad de 56 años consigue su primer pasaporte español.

### El retorno
“Chaval” retorna a su país. Se instala en Borja, su pueblo natal y lleva una vida activa a favor de la recuperación de la memoria de la etapa guerrillera que le tocó vivir. Asiste incansable a cuantos actos, homenajes o jornadas le reclaman, siendo participante destacado en el homenaje anual al guerrillero español y las jornadas “El Maquis en Santa Cruz de Moya” ambos actos organizados por la asociación "La Gavilla Verde". Ha publicado sus memorias tituladas: “Cordillera Ibérica – recuerdos y olvidos de un guerrillero”.